# 正官庄杯世界女子囲碁最強戦
正官庄杯世界女子囲碁最強戦（せいかんしょうはいせかいじょしいごさいきょうせん、世界女子圍棋賽正官庄杯、정관장배 세계여자바둑최강전、Cheong Kwanjang Cup Tournament）は、囲碁の女流世界一を決める棋戦。2002年から2010年まで9期開催された。
2000年から2001年に行われた興倉杯世界女流選手権（前名は宝海杯世界女子選手権）の後継として創設され、第1-2回は韓国、日本、中国の代表の個人によるトーナメント戦、第3回以降は3国のチームによる勝ち抜き団体戦。棋戦名は、スポンサーである韓国人参公社の高麗人参のブランド名「正官庄」から付けられている。
- 主催 囲碁TV、世界サイバー棋院
- 後援 韓国人参公社
- 主管 韓国棋院
- 優勝賞金 (1-2回)3000万ウォン、(3-9回)7500万ウォン

2010年には、中韓特別対局が4名の棋士によって行われた。

## 出場選手
- 第1-2回:韓国6、中国5、日本5の、計16名
- 第3-9回:韓国、中国、日本各5名

## ルール
- 日本ルール、コミ6目半。
- 持ち時間は1人1時間。
- 第1-2回は、準決勝、決勝は三番勝負。

## 過去の優勝者

### 1-2回（個人戦、決勝戦）
（左が優勝者）
- 第1回 2002年 芮廼偉（韓国） 2-1 張璇（中国）
- 第2回 2003年 朴鋕恩（韓国） 2-0 尹暎善（韓国）

### 3回-（団体戦）
| 回次 | 年度    | 優勝      | 2位       | 3位       | 勝抜者 | 連勝                |
| ---- | ------- | --------- | --------- | --------- | --- | ------------------- |
| 3    | 2004-05 | 中国(8-4) | 韓国(5-5) | 日本(1-5) | 李玟眞（曹呈） 梅沢由香里（李） 葉桂（梅沢、玄味眞、矢代久美子、金恩善、鈴木歩） 尹映善（葉、万波佳奈） 徐瑩（尹、小林泉美） 朴鋕恩（徐、張璇） 芮廼偉（朴）            | 葉桂5               |
| 4    | 2005-06 | 中国(7-3) | 韓国(3-5) | 日本(3-5) | 王祥雲（新海洋子、金恩善、万波佳奈、李多慧、大沢奈留美） 李玟眞（王） 知念かおり（李、范蔚菁、李英信） 芮廼偉（知念） 朴鋕恩（芮、小山栄美） 葉桂（朴）                 | 王祥雲5             |
| 5    | 2006-07 | 韓国(6-4) | 日本(4-5) | 中国(4-5) | 魯佳（李夏辰、青木喜久代） 金惠敏（魯） 万波佳奈（金、王祥雲、玄味眞） 鄭岩（万波、朴鋕恩） 加藤啓子（鄭） 李玟眞（加藤、黎春華、小西和子、葉桂、矢代久美子）           | 李文眞5             |
| 6    | 2007-08 | 韓国(7-3) | 中国(3-5) | 日本(3-5) | 李瑟娥（梅沢由香里、王磐） 青木喜久代（李、宋容慧、金世實） 范蔚菁（青木） 李夏辰（范、万波佳奈） 唐奕（李、矢代久美子） 李玟眞（唐、加藤啓子、芮廼偉）                 | 青木喜久代、李文眞3 |
| 7    | 2008-09 | 中国(9-1) | 韓国(2-5) | 日本(0-5) | 宋容慧（李多慧、加藤啓子、李夏辰、万波佳奈、金惠敏、青木喜久代） 朴鋕恩（宋、鈴木歩） 李赫（林、梅沢由香里、李玟眞）                                                    | 宋容慧6             |
| 8    | 2009-10 | 韓国(6-4) | 中国(6-5) | 日本(2-5) | 王晨星（金侖映、吉田美香、尹智熙） 青木喜久代（王） 朴紹炫（青木） 曹又尹（朴、梅沢由香里） 金惠敏（曹） 向井千瑛（金） 宋容慧（向井） 朴鋕恩（宋、鈴木歩、葉桂、李赫） | 朴鋕恩4             |
| 9    | 2010-11 | 韓国(9-4) | 中国(4-5) | 日本(1-5) | 文度媛（青木喜久代、魯佳、知念かおり、李赫、向井千瑛、宋容慧、鈴木歩） 唐奕（文） 吉田美香（唐） 金美里（吉田） 芮廼偉（金、李夏辰、朴志娟） 朴鋕恩（芮）               | 文度媛6             |

- 芮廼偉は、1-2回は韓国代表、3回以後は中国代表として出場。

## 中韓特別対局
2010年2月2-4日にかけて、団体戦の第12-14局と並行して、中国、韓国2名ずつの棋士による中韓特別対局のトーナメントが行われた。賞金は優勝者1000万ウォン、準優勝は500万ウォン。
|  | 1回戦          | 1回戦  |        |        | 決勝 | 決勝 |
|  |                |        |        |        |      |      |
|  | 2月2日         |        |        |        |      |      |
|  | 唐奕（中国）   | ○      | 2月4日 | 2月4日 |      |      |
|  | 朴鋕恩（韓国） | ×      |        | 唐奕   | ○    |      |
|  | 2月3日         | 2月3日 |        | 芮廼偉 | ×    |      |
|  | 芮廼偉（中国） | ○      |        |        |      |      |
|  | 趙惠連（韓国） | ×      |        |        |      |      |